# Tricentrus cinereus
Tricentrus cinereus är en insektsart som beskrevs av Ananthasubramanian 1980. Tricentrus cinereus ingår i släktet Tricentrus och familjen hornstritar. Inga underarter finns listade i Catalogue of Life.